# Каракай
Каракай (серб. Каракаj) —  населённый пункт (посёлок) в общине Зворник, который принадлежит энтитету Республике Сербской, Босния и Герцеговина. Расположен в 4 км к северо-востоку от центра города Зворник, на берегу реки Дрина. Является городским посёлком, пригородом Зворника.

## Население
Численность населения посёлка Каракай по переписи 2013 года составила 3 021 человек.

## История
Населённый пункт был образован из села Ярдан (серб. Јардан) и части города Зворник.
Этнический состав населения населённого пункта Ярдан по данным переписи 1991 года:
- сербы — 1.024 (66,84 %),
- боснийские мусульмане — 493 (32,18 %),
- югославы — 14 (0,91 %),
- хорваты — 0 (0,00 %),
- прочие — 1 (0,06 %),
- всего — 1.532